# Ingolfiella australiana
Ingolfiella australiana is een vlokreeftensoort uit de familie van de Ingolfiellidae. De wetenschappelijke naam van de soort is voor het eerst geldig gepubliceerd in 1989 door Lowry & Poore.